# Beiericolya
Beiericolya is een geslacht van rechtvleugeligen uit de familie sabelsprinkhanen (Tettigoniidae). De wetenschappelijke naam van dit geslacht is voor het eerst geldig gepubliceerd in 1968 door Kaltenbach.

## Soorten
Het geslacht Beiericolya omvat de volgende soorten:
- Beiericolya eddae Kaltenbach, 1968
- Beiericolya howensis Rentz, 2001
- Beiericolya tardipes Rentz, 1988